# Imitation PoPs Uchū Sentai NOIZ
Uchû Sentai Noiz (Imitation PoPs 宇宙戦隊 NOIZ) est un groupe de rock japonais fondé en 1999 basé sur l'univers des Sentai. Leurs costumes ressemblent donc à ceux des héros de ces séries.

## Membres
- Angel Taka (chant)
- YAMATO (ex- Kyosatan)(batterie)
- Kyo (basse)
- KOTARO(guitare)
- Masato (guitare)

## Discographie

### Albums
- I.M.P (2011/04/21)
- GENOM EMOTION (2010/11/19)
- GREAT ROCK'N'ROLL HEROES (2009/03/04)
- Cube (2008/10/01)
- Terra (2007/09/05)
- EGO-style (2005/11/30)
- ZERO no keifu	(2004/09/29)
- CYBORG ROCK SHOW (2003/05/20)

### Singles
- BRAND NEW WORLD (2009/05/20)
- Sentimental Drop Kick ~GALAXY SUMMER OH! MY JULIET~ (2008/08/06)
- MAGICAL DIVE (2008/06/04)
- Bad Music Freaks (2007/07/19)
- White Canvas (2007/02/28)
- ORANGE GRADATION (2006/10/01)
- MIRACLE☆ROCKET G5 (2006/09/30)
- R.A.M. FISH (2006/09/29)
- BOY (2006/09/23)
- FROM SKYWALKER [2006]	(2006/09/22)
- CHROMOSOME SIX (2006/09/17)
- B.B.B. (Beauty Beast Burst) (2006/09/15)
- MERRY-GO-ROUND (2006/09/09)
- Thank you for the MUSIC (2006/09/08)
- HARD ROMANTICER (2006/09/03)
- from skywalker [2005]	(2005/09/28)
- e↑o (2003/01/00)